# Inteligibilitate mutuală
În lingvistică, inteligibilitatea mutuală este acea caracteristică a două idiomuri (limbi sau dialecte) înrudite îndeaproape genetic, care face ca utilizatorii uneia să o înțeleagă pe cealaltă fără o pregătire prealabilă.
Uneori se consideră că, dacă două idiomuri sunt mutual inteligibile, atunci sunt dialectele aceleiași limbi, iar dacă nu sunt, atunci este vorba de dialecte ale unor limbi diferite, dar acest criteriu este problematic pentru delimitarea limbilor. În realitate, în această chestiune intervin o seamă de factori, nu numai lingvistici, ci și politici și culturali.
Inteligibilitatea mutuală este strâns legată de înrudire și de fenomenul de continuum dialectal. Acesta este format dintr-o serie de idiomuri înrudite, rezultate în urma divizării unui același idiom vorbit pe un teritoriu mai mult sau mai puțin extins. Varietățile regionale vorbite în localități învecinate sunt totdeauna mutual inteligibile, deși există unele diferențe între ele. Inteligibilitatea mutuală descrește pe măsură ce crește distanța dintre varietăți, până ce două varietăți neînvecinate nu mai sunt mutual inteligibile. Un asemenea continuum este, de exemplu, cel turcic, care se întinde din Turcia până în nord-vestul Chinei.
Factori extralingvistici (istorici, culturali, politici etc.) fac ca pe teritoriul unui continuum să se formeze mai multe state și națiuni, în fiecare ajungându-se la standardizarea unei limbi pe baza varietăților vorbite în limitele acelor state/națiuni. Astfel au apărut idiomurile care se numesc limbile turcă, azeră, kazahă, kirghiză, uzbecă și alte limbi turcice. Calitatea continuității între dialecte poate fi influențată de existența limbilor standard, dar continuumul dialectal nu este întrerupt de frontierele de stat. Prin urmare, dialectele diferite vorbite de o parte și de alta a unei frontiere pot fi mutual inteligibile. De asemenea, pot fi mutual inteligibile și limbi standard înrudite și învecinate, cum sunt daneza, suedeza și norvegiana.
În contrast cu cazurile de mai sus, dialecte considerate a fi ale aceleiași limbi pot fi mutual neinteligibile. Astfel sunt unele idiomuri înrudite din China, cum sunt mandarina și cantoneza, care sunt considerate dialecte ale limbii chineze. Totuși, un vorbitor al unuia din acestea nu poate conversa cu unul al celeilalte, dacă nu știu să vorbească decât idiomul lor. 

## Grade ale inteligibilității mutuale
Inteligibilitatea mutuală nu este niciodată totală, ci are grade diferite din mai multe puncte de vedere, care nu pot fi stabilite exact. Se poate vorbi numai de inteligibilitate mutuală de grad înalt, ori de grad mai mare sau mai mic între două idiomuri date, decât între altele două.
Dintr-un punct de vedere, inteligibilitatea mutuală se referă la idiomuri în ansamblu, gradul ei depinzând de cantitatea de trăsături comune pe care le au, adică de gradul de asemănare a lor. Din acest punct de vedere, de pildă, un ceh și un slovac, vorbind fiecare varietatea standard a limbii sale, se înțeleg foarte bine. Între limbile din diasistemul slav de centru-sud (bosniacă, croată, muntenegreană și sârbă), pe de o parte, și limba slovenă pe de alta, gradul de inteligibilitate mutuală este mai mic decât între cehă și slovacă, dar totuși este de grad înalt.
Din alt punct de vedere, gradul de inteligibilitate mutuală a domeniilor și aspectelor limbilor considerate poate fi diferit. De pildă structura gramaticală a limbilor hindi (din India) și urdu (din Pakistan) este practic aceeași, dar vocabularele registrelor lor elevat și literar diferă prin împrumuturile din limba sanscrită în hindi, respectiv din arabă și din persană în urdu. În același timp, scrierile lor nu sunt deloc mutual inteligibile, hindi fiind scris cu devanagari, iar urdu cu alfabetul persan. În schimb, aspectele orale ale mandarinei și cantonezei din China nu sunt mutual inteligibile, dar domeniile lor în afara fonetismului sunt asemănătoare, iar scrierea lor este comună, de aceea aspectele lor scrise sunt mutual inteligibile.
Inteligibilitatea mutuală depinde și de ce registre și ce aspecte (oral, scris) ale limbii lor materne stăpânesc vorbitorii de limbi diferite care caută să se înțeleagă, de cât de larg este orizontul lor în cultura proprie și în altele, de ce trăsături psiho-cognitive au.
Gradul de înțelegere poate fi și asimetric, adică diferit la vorbitorii uneia dintre limbi față de vorbitorii celeilalte. În acest caz, înțelegerea este numai parțial mutuală. Astfel, vorbitorii de limba olandeză înțeleg mai bine limba afrikaans, derivată din olandeză, decât invers, din cauza influențelor străine asupra limbii afrikaans, care au simplificat gramatica acesteia. De asemenea, vorbitorii de limba română înțeleg mult mai bine celelalte limbi romanice decât invers.

## Exemple de limbi mutual inteligibile
În afara exemplelor de limbi deja citate, altele sunt:
- azera și turca[2];
- bielorusa, rusa și ucraineana[12][4];
- bulgara și macedoneana[13];
- dari, persana și tadjica[14]
- estona și finlandeza[15];
- germana și idiș[16];
- portugheza și spaniola[11].